# Henry Twynam
Henry Twynam (ur. 14 lutego 1853 w Bishopsgate, zm. 19 maja 1899 w Kensington) – angielski rugbysta, reprezentant kraju.
Związany był z klubem Richmond F.C. W latach 1879–1884 rozegrał osiem spotkań dla angielskiej reprezentacji, w tym połowę w rozgrywkach Home Nations Championship, zdobywając łącznie cztery przyłożenia, które wówczas nie miały jednak wartości punktowej